# Меликофф, Ирен
Ирен Меликофф (фр. Irène Mélikoff, азерб. İren İsgəndər qızı Məlikova, 7 ноября 1917, Санкт-Петербург — 8 января 2009, Страсбург) — французский историк-востоковед, тюрколог азербайджанского происхождения. Почётный профессор Университета Страсбург II. Один из авторов второго издания фундаментальной «Энциклопедии ислама».

## Биография
Родилась в Петрограде в интеллигентной азербайджанской семье нефтяного магната из Баку Искендера Меликова. Через два года после Октябрьской революции, её семья переехала в Финляндию. Затем, через некоторое время, они навсегда перебрались во Францию, в Париж. После окончания средней школы поступила на литературный факультет университета Сорбонны по специальности восточные языки и литература.
Окончив Сорбонну, Ирен Меликофф выходит замуж и в 1941 году переезжает вместе с мужем в Турцию. В 1948 году возвращается в Париж и ведёт исследования в области тюркологии. Возглавляла Институт тюркологии и Ирана Страсбургского университета. Являлась почётным доктором Сельчукского университета (Турция), Бакинского государственного университета, и Университета Марка Блока в Страсбурге. Была соучредителем издания TURCICA, занимала различные руководящие посты.
После того, как советские войска вошли в Баку 20 января 1990 года и учинили расправу над мирными жителями, она в числе многих представителей азербайджанской эмиграции во Франции вышла на митинг.
Меликофф — автор книг «Le destan d’ Umur Pacha (Düsturname-i Enveri)» («Дастан Умур-паши (Дустурнаме-и Энвери)», 1954), «La Geste de Melik Danişmend» («Жест Мелика Данишменда», 1960), «Abu Muslim, le „Porte-Hache“ du Khorassan dans la tradition épique Turco-Iraienne» («Абу Муслим в тюркско-иранской эпической традиции», 1962), «Sur les traces du soufisme turc. Recherches sur l’islam populaire en Anatolie» («По следам турецкого суфизма. Исследование популярного ислама в Анатолии», сборник статей, 1992), «De l’épopée au mythe: itinéraire turcologique» («От эпоса к мифу: тюркологический маршрут», сборник статей, 1995), «Hadji Bektach: un mythe et ses avatars. Genèse et évolution du soufisme populaire en Turquie» («Хаджи Бекташ: миф и его воплощения. Генезис и эволюция популярного суфизма в Турции», 1998), «Au banquet des Quarante. Exploration au cœur du bectachisme-alévisme» («На банкете сороковых годов. Исследование об основе бекташизма-алевизма», 2001).

## Награды
- Кавалер ордена Академических пальм (1978)[11][12][13]
- Офицер ордена Академических пальм (1983)[11][12][13]
- Кавалер ордена Почетного легиона (1994)[11][12][14]